# Station Kuklinów
Station Kuklinów is een spoorwegstation in de Poolse plaats Kuklinów.